# RAL-Eisenbahnfarben
Als RAL-Eisenbahnfarben werden umgangssprachlich genormte Farben bezeichnet, die von Eisenbahngesellschaften den Herstellern und Ausbesserungswerken für die Lokomotiv- und Waggonlackierung vorgegeben werden. Damit wird ein einheitliches Erscheinungsbild (Corporate Identity) der Zug-Einheiten einer Bahngesellschaft gewährleistet. Um die Farben eindeutig zu bezeichnen, bedient man sich einer von dritter Seite zur Verfügung gestellten technischen Farbnormierung, wie zum Beispiel der des hier behandelten RAL-Farbsystems.

## RAL-Farben der Deutschen Bundesbahn 1949–1993
Die angegebenen Jahreszahlen beziehen sich auf die Einführung als Regelanstrich. Die tatsächliche Umsetzung hat sich stellenweise über mehrere Jahrzehnte hingezogen, sodass einzelne Fahrzeuge eine oder sogar mehrere Versionen übersprungen haben.
| Nummer   | Name           | Farbe | Beschreibung |
| -------- | -------------- | ----- | --- |
| RAL 1001 | Beige          |       | Fensterband der TEE- und IC-Wagen (1957 bis 1974) |
| RAL 1002 | Sandgelb       |       | Fensterband und Zierstreifen der Berliner S-Bahn (bis 1987) |
| RAL 1007 | Narzissengelb  |       | alle Beschriftungen der Reisezugwagen mit braungrünem oder flaschengrünem Anstrich (1920 bis ~1957), Beschriftung der Postwagen (bis zum Ende des Bahnpostverkehrs 1997) BVG – U-Bahn bis Änderung auf Verkehrsgelb                 |
| RAL 1014 | Elfenbein      |       | Fensterband der Lokomotiven und Reisezugwagen (1974 bis 1987) |
| RAL 1015 | Hellelfenbein  |       | alle Beschriftungen der Reisezugwagen (1957 bis 1987) |
| RAL 1028 | Melonengelb    |       | untere Seitenwand des Lufthansa-Airport-Express |
| RAL 1034 | Pastellgelb    |       | Begleitstreifen der S-Bahn (1987 bis 1998) |
| RAL 2004 | Reinorange     |       | DB-Baureihe 420, Fensterband und Zierstreifen der S-Bahn (1969 bis 1987) |
| RAL 2012 | Lachsorange    |       | Fensterband der S-Bahn (1987 bis 1998) |
| RAL 3000 | Feuerrot       |       | Kante des Umlaufs und darunter liegender Teile von Dampflokomotiven (1929 bis 1950) |
| RAL 3002 | Karminrot      |       | Kante des Umlaufs und darunter liegender Teile von Dampflokomotiven (ab 1952), Fensterband des TUI FerienExpress |
| RAL 3003 | Rubinrot       |       | Schlafwagen und Speisewagen der Mitropa und der DSG (bis ~1965) |
| RAL 3004 | Purpurrot      |       | untere Seitenwand der TEE- und IC-Wagen der 1. Klasse und Speisewagen (1967 bis 1987); Diesellokomotiven und Triebwagen (bis 1974); Schlaf- und Speisewagen (~1965 bis 1974); Bahnbusse (bis 1981)                                  |
| RAL 3005 | Weinrot        |       | (untere) Seitenwand von Trieb- und Beiwagen (bis 1940) |
| RAL 3027 | Himbeerrot     |       | Gehäuse der Zugzielanzeiger und Uhren (1980 bis ca. 1990), Bahnbusse (1983 bis 1989) |
| RAL 3031 | Orientrot      |       | Lokomotiven (1987 bis 1998); Zierstreifen der ICE und Fensterband der IC-Wagen (1987 bis 1998); offizielle Farbe des alten DB-Emblems (1987 bis 1994)                                                                               |
| RAL 4000 | Violett        |       | untere Seitenwand von Diesel-Schnelltriebwagen, des Henschel-Wegmann-Zuges und des Rheingold-Zuges sowie dessen Gepäckwagen (ab 1928)                                                                                               |
| RAL 4009 | Pastellviolett |       | Begleitstreifen der ICE und IC-Wagen (1987 bis 1998) |
| RAL 5001 | Grünblau       |       | Fensterband und Zierstreifen der Münchener S-Bahn (Auslieferung 1969 bis 1975) |
| RAL 5011 | Stahlblau      |       | Elektrolokomotiven schneller als 120 km/h ab Werk (1952 bis 1974), Schnellzugwagen 1. Klasse (1951 bis ~1957); entspricht ungefähr der Lackierung der Schlafwagen und Speisewagen der CIWL                                          |
| RAL 5013 | Kobaltblau     |       | Elektrolokomotiven schneller als 120 km/h bei Neulack in DB-Werken, Schnellzugwagen 1. Klasse und Liegewagen (~1957 bis 1974); untere Seitenwand des Rheingold-Zuges (1962 bis ~1967); TEN-Anstrich für Schlafwagen (1975 bis 1995) |
| RAL 5020 | Ozeanblau      |       | untere Seitenwand der Lokomotiven und Reisezugwagen (1974 bis 1987) |
| RAL 5023 | Fernblau       |       | Fensterband der Interregio- und ICN-Züge (1987 bis 1998); Rand der Bahnhofsschilder (1986 bis Ende der 1990er) |
| RAL 5024 | Pastellblau    |       | Begleitstreifen der Interregio- und ICN-Züge (1987 bis 1998) |
| RAL 6002 | Laubgrün       |       | Scharnow-Liegewagen |
| RAL 6007 | Flaschengrün   |       | Elektrolokomotiven langsamer als 120 km/h und alle Reisezugwagen – außer Schnellzugwagen 1. Klasse – (auch DR, 1939 bis ~1957) |
| RAL 6020 | Chromoxidgrün  |       | Elektrolokomotiven langsamer als 120 km/h und alle Reisezugwagen – außer Schnellzugwagen 1. Klasse – (~1957 bis 1974) |
| RAL 6033 | Minttürkis     |       | Fensterband der Regionalverkehrswagen (1986 bis 1998) |
| RAL 6034 | Pastelltürkis  |       | Begleitstreifen der Regionalverkehrswagen (1986 bis 1998) |
| RAL 7005 | Mausgrau       |       | Dach der Diesellokomotiven |
| RAL 7022 | Umbra          |       | Dach der Reisezugwagen, insb. der Silberlinge (1974 bis 1986 allgemein für Reisezugwagen) |
| RAL 7023 | Betongrau      |       | Touropa-Liegenwagen Schürzen, Bühnendächer von unten, Triebwagen-Dächer |
| RAL 7032 | Kieselgrau     |       | Grundfarbe der S-Bahn (1972 bis 1987); Grundfarbe der experimentellen „Pop-Lackierung“ (1969 bis 1974) |
| RAL 7035 | Lichtgrau      |       | Grundfarbe des Lufthansa-Airport-Express (1982 bis 1993); untere Seitenwand aller Trieb- und Reisezugwagen (1987 bis 1997); Grundfarbe der ICE                                                                                      |
| RAL 7038 | Achatgrau      |       | ICE-Schriftzug |
| RAL 7039 | Quarzgrau      |       | Schürzen und Rahmen der ICE |
| RAL 7040 | Fenstergrau    |       | Dach der Trieb- und Reisezugwagen (1986 bis 1998) |
| RAL 8012 | Rotbraun       |       | Grundfarbe der Güterwagen (bis 1996) |
| RAL 8019 | Graubraun      |       | typische Farbe für Fahrwerke und Rahmen |
| RAL 9006 | Weißaluminium  |       | Dach der Reisezugwagen (bis 1974) |
| RAL 9010 | Reinweiß       |       | Beschriftungen aller Lokomotiven (an Dampflokomotiven seit Einführung der Computernummern 1968, zuvor – wie auch bei vielen Elektroloks – generell Aluminiumschilder ab etwa 1955)                                                  |

## RAL-Farben der Deutschen Bahn AG
| Nummer   | Name           | Farbe | Beschreibung |
| -------- | -------------- | ----- | --- |
| RAL 1004 | Goldgelb       |       | Bahndienstfahrzeuge, Anschriften                                                                                |
| RAL 1023 | Verkehrsgelb   |       | 1.-Klasse-Streifen bei Nah- und Fernzügen                                                                       |
| RAL 1024 | Ockergelb      |       | Fensterband und Zierstreifen der Berliner S-Bahn                                                                |
| RAL 3003 | Rubinrot       |       | untere Seitenwand der Berliner S-Bahn                                                                           |
| RAL 3020 | Verkehrsrot    |       | Lokomotiven, Zierstreifen der ICE und IC-Wagen, Fensterband der ICN-Wagen, Nahverkehrswagen und Busse (ab 2011) |
| RAL 3031 | Orientrot      |       | Lokomotiven, Zierstreifen der ICE und Fensterband der IC-Wagen (1987 bis 1998)                                  |
| RAL 4009 | Pastellviolett |       | Begleitstreifen der ICE und IC-Wagen (1987 bis 1998)                                                            |
| RAL 5022 | Nachtblau      |       | Bahnhofsschilder, Wegeleitsystem                                                                                |
| RAL 6017 | Maigrün        |       | Türen der S-Bahn Mitteldeutschland (ab 2013)                                                                    |
| RAL 7035 | Lichtgrau      |       | Grundfarbe der ICE und IC-Wagen, Anschriften am Fahrzeug                                                        |
| RAL 7038 | Achatgrau      |       | ICE-Schriftzug                                                                                                  |
| RAL 7012 | Basaltgrau     |       | Längsträger und Fahrwerke, Dachanstrich, Anschriften am Fahrzeug                                                |
| RAL 7016 | Anthrazitgrau  |       | Fensterband von Nahverkehrswagen BR 642, BR 644                                                                 |
| RAL 7039 | Quarzgrau      |       | Schürzen und Rahmen der ICE                                                                                     |
| RAL 7040 | Fenstergrau    |       | Dachanstrich für Fernverkehrswagen                                                                              |
| RAL 9005 | Tiefschwarz    |       | Türen der S-Bahn Berlin (ab 2018)                                                                               |

## Farben der ÖBB
| Nummer       | Name                    | Farbe | Beschreibung |
| ------------ | ----------------------- | ----- | --- |
| RAL 1014     | Elfenbein               |       | Grundfarbe der Triebwagen und Inlandreisezugwagen der ÖBB (bis ca. 1995), Zierstreifen an Lokomotiven (bis ca. 1989)                         |
| RAL 2002     | Blutorange              |       | Lokomotiven ab 1969 und Fensterband der Inlandreisezugwagen (1976 bis 1989), Wagenkasten von Wagen der Komfortstufe 1 (1987–1989)            |
| RAL 2004     | Reinorange              |       | Eurofima-Wagen und andere RIC-Wagen (1976 bis 1987), siehe Eurofima-C1-Lackierung                                                            |
| RAL 3020     | Verkehrsrot             |       | aktueller Anstrich für Lokomotiven und Teile von Reisezugwagen und Triebwagen                                                                |
| RAL 5002     | Ultramarinblau          |       | Wagenkasten (bis 1987) Fensterband (1987–2002) von Liegewagen und Triebwagen (ab 1978), Bahnhofsschilder, Wegeleitsystem (ca. 1974 bis 1998) |
| RAL 5003     | Saphirblau              |       | früherer Teilanstrich (Fensterband bzw. untere Seitenwand) der Triebwagen                                                                    |
| RAL 5013     | Kobaltblau              |       | TEN-Anstrich für Schlafwagen (1975 bis 1995), Fensterband der Schlafwagen (1992 bis 2003)                                                    |
| RAL 5022     | Nachtblau               |       | Grundanstrich der nightjet-Wagen, Bahnhofsschilder, Wegeleitsystem                                                                           |
| RAL 6009     | Tannengrün              |       | Lokomotiven (bis 1969) und Reisezugwagen (bis ca. 1975)                                                                                      |
| RAL 7022     | Umbragrau               |       | Dach, Fahrwerk und Wagenboden der ÖBB-Fahrzeuge (1982 bis 1990er Jahre, Lokomotiven bis heute)                                               |
| RAL 7038     | Achatgrau               |       | Grundfarbe für Schlaf- und Liegewagen (1989 bis 2002), Bauchbinde der Lokomotiven (ab 1989)                                                  |
| RAL 8016     | Mahagonibraun           |       | Grundfarbe der Güterwagen |
| RAL 9016     | Verkehrsweiß            |       | Beschriftungen auf dunklem Hintergrund, oberer Bereich des ÖBB Cityjet                                                                       |
| NCS S 2502-B | grau blaustichig hell   |       | aktuelle Grundfarbe der Reisezugwagen und Triebwagen                                                                                         |
| NCS S 4502-B | grau blaustichig mittel |       | Fensterband modernisierter Fernverkehrswagen                                                                                                 |
| NCS S 6502-B | grau blaustichig dunkel |       | Stirnseiten und Fahrwerke modernisierter Reisezugwagen                                                                                       |
| Pantone 1807 | railjet-rot             |       | Grundanstrich des railjet |

## Farben der SBB
Diese Farben werden bei neuen oder modernisierten Fahrzeugen der SBB verwendet.
Bei älterem Rollmaterial kommen weitere Farbtöne vor, die teils keine Entsprechung im RAL-Farbsystem haben.
| Nummer   | Name           | Farbe | Beschreibung                                                                           |
| -------- | -------------- | ----- | -------------------------------------------------------------------------------------- |
| RAL 1018 | Zinkgelb       |       | Warnmarkierung an Stolperkanten                                                        |
| RAL 1023 | Verkehrsgelb   |       | Kennstreifen für 1. Klasse                                                             |
| RAL 3000 | Feuerrot       |       | Grundanstrich der Lokomotiven, Logo, Einstiegtüren, Fahrzeugfronten, Dachstreifen      |
| RAL 5002 | Ultramarinblau |       | Teilanstrich Cargo, Piktogramme zur Kundenlenkung                                      |
| RAL 7016 | Anthrazitgrau  |       | mit Eisenglimmer: Dachanstrich                                                         |
| RAL 9005 | Tiefschwarz    |       | Fahrwerke, Schürze, Fensterband, Beschriftung auf hellem Hintergrund                   |
| RAL 9010 | Reinweiß       |       | Kasten der Triebwagen und Reisezugwagen, Beschriftung auf farbigem/dunklem Hintergrund |

## Farben der Deutschen Reichsbahn (bis 1945)
| Nummer   | Name        | Farbe | Beschreibung |
| -------- | ----------- | ----- | --- |
| RAL 1001 | Beige       |       | Fensterband von Trieb-, Bei- und Steuerwagen, Rheingold-Wagen (bis 1941)                                                              |
| RAL 3005 | Weinrot     |       | untere Seitenwand von Trieb-, Bei- und Steuerwagen (bis 1941)                                                                         |
| RAL 4000 | Violett     |       | untere Seitenwand von Diesel-Schnelltriebwagen, des Henschel-Wegmann-Zuges und der Rheingold-Zuges sowie dessen Gepäckwagen (ab 1928) |
| RAL 5004 | Schwarzblau |       | untere Seitenwand der Karwendel-Express-Wagen                                                                                         |
| RAL 6006 | Grauoliv    |       | Wagendächer von Personenwagen (bis 1941)                                                                                              |
| RAL 6008 | Braungrün   |       | alle Reisezugwagen der DR (ca. 1921 bis 1939)                                                                                         |
| RAL 7011 | Eisengrau   |       | Diesellokomotiven (bis 1942) |
| RAL 7021 | Schwarzgrau |       | Diesellokomotiven (ab 1942) |
| RAL 7031 | Blaugrau    |       | Elektrolokomotiven |
| RAL 9005 | Tiefschwarz |       | Grundfarbe für Dampflokomotiven |

## Farben der Deutschen Reichsbahn (nach 1945)
| Nummer   | Name           | Farbe | Beschreibung |
| -------- | -------------- | ----- | --- |
| RAL 1002 | Sandgelb       |       | Wagenkasten der Doppelstock-Einzelwagen („Senftöpfe“) |
| RAL 1004 | Goldgelb       |       | Warnstreifen an den Baureihen 100 bis 107 und 108/111; Anschriften |
| RAL 1011 | Braunbeige     |       | Stückgut- und Flüssigkeitscontainer |
| RAL 1014 | Elfenbein      |       | Dach der Baureihe 107 |
| RAL 1015 | Hellelfenbein  |       | Erkennungsstreifen von Lokomotiven |
| RAL 2000 | Gelborange     |       | Dach, Aufbauten, Vorbauhauben von Rangierlokomotiven (außer Köf II); untere Seitenwand der Städteexpresszüge (1976–1991)                                                                                      |
| RAL 2001 | Rotorange      |       | Signal So 13; „Gefahrenanstrich“: Warnfarbe vor Gefährdungen an nicht profilfreien Engstellen (Lichtmasten, Tunneleinfahrten, Prellböcke)                                                                     |
| RAL 3001 | Signalrot      |       | Rahmen, Fahrwerke, Pufferträger von Dampflokomotiven, Anschriften, Stromabnehmer und Dachleitungen, Griffe der Hauptluftleitung, Absperrhähne u. ä.                                                           |
| RAL 3004 | Purpurrot      |       | Grundfarbe von Lokomotiven; Lüftergitter; untere Seitenwand und Zierstreifen der Berliner S-Bahn |
| RAL 5009 | Azurblau       |       | Grundfarbe von Klein- und Schmalspurdiesellokomotiven |
| RAL 6002 | Laubgrün       |       | Reisezugwagen (ab 1980, nur in etwa, da TGL 21 196 Chromoxidgrün 2235 keine RAL-Entsprechung hat, wurde die ähnlichste Farbe genommen)                                                                        |
| RAL 6019 | Weißgrün       |       | Führerstände, Seitenverkleidungsbleche innen (ab 1990) |
| RAL 6020 | Chromoxidgrün  |       | Grundfarbe der Elektrolokomotiven, Reisezug- und Bahndienstwagen |
| RAL 7001 | Silbergrau     |       | Rahmen, Drehgestelle, Radsätze, sowie Teile unterhalb des Rahmens, Handstangen, Dächer, Untergestell und Fahrwerke von Güterwagen; Güterwagenaufbauten aus Holz und Holzwerkstoffen, Grundfarbe von Kühlwagen |
| RAL 7011 | Eisengrau      |       | Handstangen |
| RAL 7032 | Kieselgrau     |       | Dächer der Doppelstock-Einzelwagen („Senftöpfe“) |
| RAL 8000 | Grünbraun      |       | Dach der Reisezugwagen mit grün/elfenbeinfarbigem Wagenkasten; Fensterband und Zierstreifen der Berliner S-Bahn (1990 bis 1992)                                                                               |
| RAL 8012 | Rotbraun       |       | Güterwagenaufbauten aus Holz und Holzwerkstoffen; Untergestell von Güterwagen und Rungen |
| RAL 9011 | Graphitschwarz |       | Rahmen, Längsträger, Zug- und Stoßvorrichtungen; Zierlinien der Berliner S-Bahn; Kessel und Führerhaus von Dampflokomotiven, Tendern und Köf; Untergestell und Fahrwerke von Güterwagen                       |
| RAL 9016 | Verkehrsweiß   |       | Erkennungsstreifen und Anschriften an Lokomotiven, Trieb-, Reisezug- und Güterwagen; Grundfarbe von Kühlwagen                                                                                                 |

## Farben anderer Eisenbahn-Gesellschaften
| Nummer   | Name           | Farbe | Beschreibung |
| -------- | -------------- | ----- | --- |
| RAL 5009 | Azurblau       |       | Elektrolokomotiven und Reisezugwagen der MÁV                                                                    |
| RAL 7038 | Achatgrau      |       | Zierstreifen der Fernverkehrswagen der MÁV                                                                      |
| RAL 1017 | Safrangelb     |       | 1.-Klasse-Streifen bei Fernverkehrswagen der MÁV                                                                |
| RAL 7031 | Blaugrau       |       | Dachanstrich für Schienenfahrzeuge der MÁV                                                                      |
| RAL 9011 | Graphitschwarz |       | Längsträger und Fahrwerke bei MÁV                                                                               |
| RAL 5011 | Stahlblau      |       | Entspricht ungefähr der Lackierung der Schlafwagen und Speisewagen der Compagnie Internationale des Wagons-Lits |

## Farben städtischer Verkehrsbetriebe
| Nummer   | Name         | Farbe | Beschreibung |
| -------- | ------------ | ----- | --- |
| RAL 1023 | Verkehrsgelb |       | U-Bahnen, Straßenbahnen und Busse der Berliner Verkehrsbetriebe                                                        |
| RAL 1028 | Melonengelb  |       | Busse und Straßenbahnen der Leipziger Verkehrsbetriebe                                                                 |
| RAL 1032 | Ginstergelb  |       | Stadtbahnen DT 8 der Stuttgarter Straßenbahnen und der Fahrzeuge der Essener Ruhrbahn                                  |
| RAL 5022 | Nachtblau    |       | Fensterband der Prototypen der BVG-Baureihe 480 (Wagenkasten wurde in einem Farbton des Natural Color System lackiert) |
| RAL 6011 | Resedagrün   |       | im Zusammenhang mit der Wiener Stadtbahn auch „Otto-Wagner-Grün“ oder „Stadtbahngrün“ genannt                          |